# House of Keta
House of Keta è un singolo del produttore italiano Populous, pubblicato il 5 maggio 2020 come terzo estratto dal sesto album in studio W.
Il brano, che vede la partecipazione vocale della rapper italiana Myss Keta, è stato scritto dai due interpreti con Dario Pigato, Simone Rovellini, Stefano Libertini Protopapa e Stefano Riva.

## Descrizione
Il brano si riconduce all'acclamata ball culture, fortemente diffusa a New York negli anni '90 e su cui sono state basate varie serie tv (come Pose), film e canzoni (come Vogue della cantante Madonna).

## Video musicale
Il video musicale, pubblicato il 24 giugno 2020 separatamente dal singolo, è un'animazione grafica di vari personaggi (compresa Keta) che si riconducono alle movenze presenti nella ball culture.

## Tracce
1. Populous – House of Keta (feat. Myss Keta, Kenjii) – 3:37
2. Populous – House of Keta – 3:37 – (Instrumental)
3. Populous – House of Keta (feat. Myss Keta, Kenjii) – 3:24 – (Lazy Flow Remix)